# Universidade de Guelph
A Universidade de Guelph (U of G) é uma universidade pública com tradição em ensino e pesquisa em Guelph, Ontário, Canadá. Foi criada em 1964, após a fusão da Ontario Agricultural College, do MacDonald Institute e da Ontario Veterinary College, e desde então cresceu para uma instituição de mais de 32.000 estudantes e mais de 1.500 professores (equipe acadêmica) no outono de 2015. Oferece 94 cursos de graduação, 48 programas de pós-graduação e 6 cursos de graduação em diversas disciplinas.

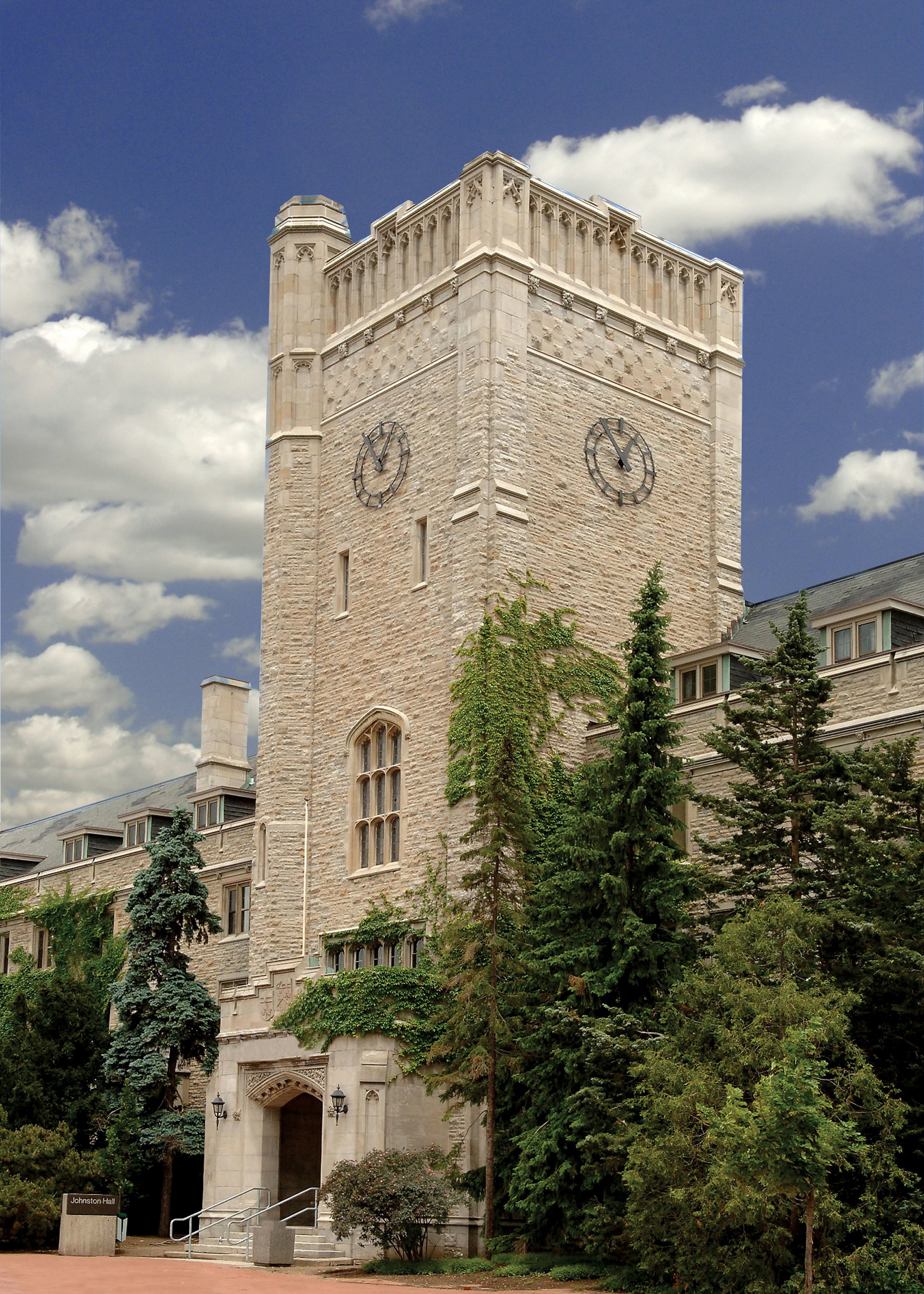
A Torre do Relógio Johnston no campus principal.

O programa de medicina veterinária da Universidade de Guelph ficou em quarto lugar no mundo em 2015. A University of Guelph ocupa a 4ª posição no Canadá no "University Rankings 2018" de Maclean na categoria Comprehensive, que inclui universidades que realizam um grau significativo de pesquisa e oferecem uma ampla variedade de diplomas de graduação, pós-graduação e profissionais. O The Globe and Mail recebe as melhores notas de satisfação dos estudantes entre as universidades de médio porte do Canadá. Ele ocupou esses rankings com sua reputação, programas inovadores de pesquisa intensiva e vida animada no campus citada como pontos fortes. De acordo com o Journal of Hospitality & Tourism Research, o programa de gerenciamento de turismo e hospitalidade da universidade possui o maior índice de pesquisa do Canadá. A Universidade de Guelph também foi classificada em 50º lugar pelo Times Higher Education em sua lista das 100 melhores universidades com menos de 50 anos de idade. A universidade tem um foco principal em ciências da vida e classificou de 76 a 100 no mundo pela ARWU.
O corpo docente da Universidade de Guelph ocupa 28 posições de Presidente de Pesquisa do Canadá nas áreas de pesquisa de ciências naturais, engenharia, ciências da saúde e ciências sociais. As realizações acadêmicas incluem a primeira validação científica da água em Marte, o espectrômetro de raios X por partículas alfa (APXS) a bordo do rover Curiosity e o projeto Código de barras de DNA para identificação de espécies.

## História

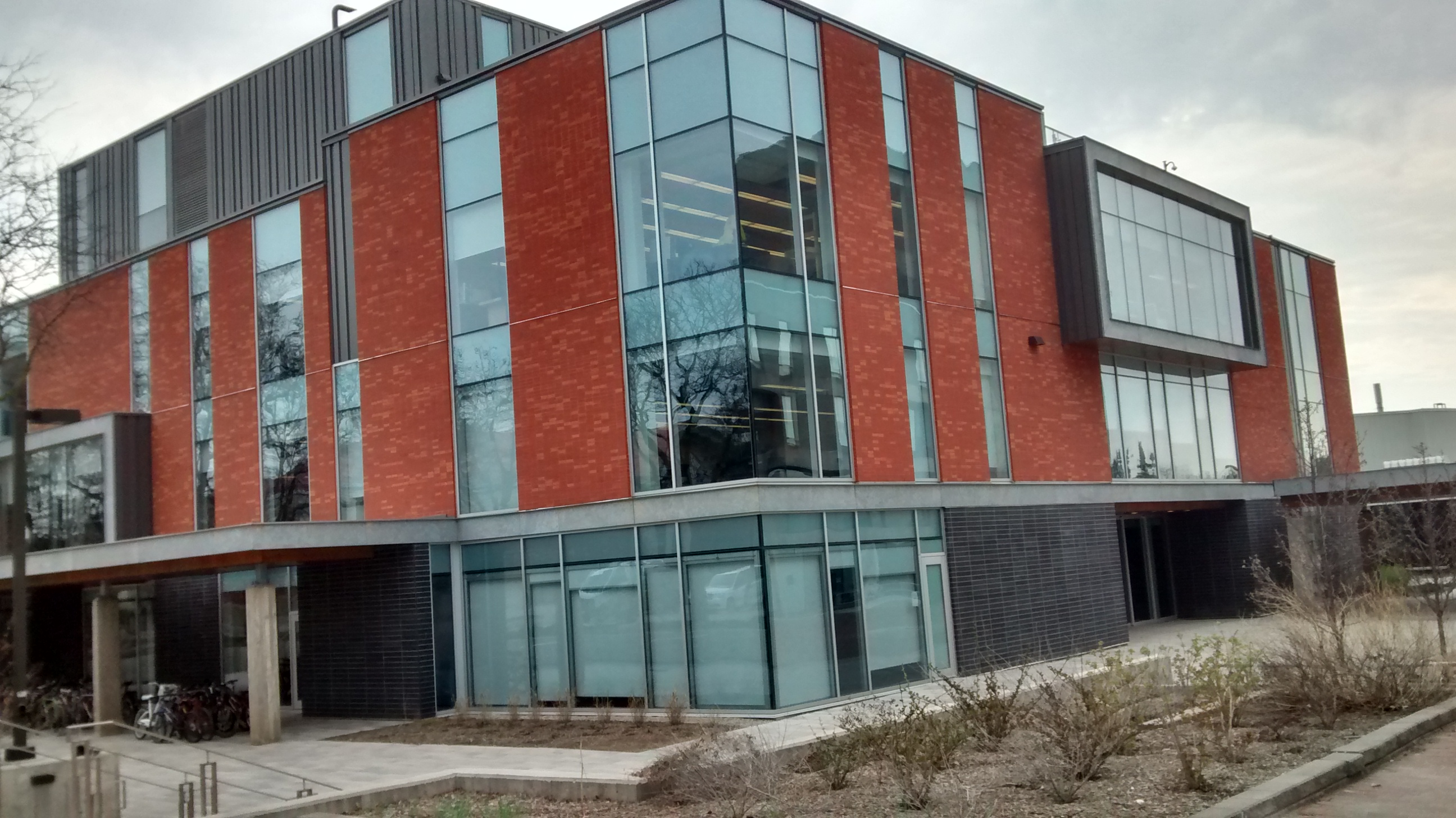
Edifício Thornbrough (que abriga a Escola de Engenharia).

A Universidade de Guelph remonta às origens de quando o governo de Ontário comprou 200 hectares de terras agrícolas de Frederick William Stone e abriu a Escola de Agricultura de Ontário em 1º de maio de 1874, que foi renomeada como Ontario Agricultural College (OAC) em 1880. A Fazenda Experimental fez parte do projeto original, juntamente com o museu de agricultura e horticultura. Seu primeiro prédio foi o Moreton Lodge, localizado onde fica o Johnston Hall, que incluía salas de aula, residências, uma biblioteca e uma sala de jantar. Em 1874, a escola iniciou um departamento de apicultura, ensinando os alunos sobre abelhas e apicultura, em um prédio dedicado. Nos anos mais recentes, o programa continuou no Centro de Pesquisa sobre Abelhas, localizado no Arboreto, continuando a pesquisa sobre a saúde das abelhas, oferecendo cursos sobre apicultura e apicultura e oferecendo "muitas outras experiências educacionais", incluindo vídeos informativos para apicultores.

O Instituto Macdonald foi criado em 1903 para abrigar programas de economia doméstica feminina, estudos da natureza e algumas artes e ciências domésticas. Foi nomeado após seu financiador, Sir William Macdonald, que trabalhou para promover as ciências domésticas na zona rural do Canadá, e fundou o Macdonald College e o McGill University College. O Ontario Veterinary College (OVC), fundado em Toronto em 1862, foi transferido para Guelph em 1922. O famoso economista John Kenneth Galbraith era estudante de graduação na faculdade (formado em 1931). Em 1919, o Ontario Agricultural College visava recrutar "meninos da fazenda" com um programa de dois anos de baixo custo (US $ 20,00 por ano) e "a menor taxa possível" de alojamento e alimentação.
O Legislativo de Ontário fundiu as três faculdades no corpo único da Universidade de Guelph em 8 de maio de 1964. A Lei da Universidade de Guelph também levou a Assembléia de Governadores a supervisionar as operações administrativas e a gestão financeira, e o Senado preocupações acadêmicas. A instituição não-denominacional de graduação e pós-graduação era e continua sendo conhecida especialmente pelos programas agrícolas e veterinários que a moldaram.
O Wellington College foi criado logo após a Universidade de Guelph Act e, cinco anos depois, foi dividido de três formas no College of Arts (COA), que existe atualmente, o College of Physical Science e o College of Social Science. O Instituto Macdonald também seria renomeado para a Faculdade de Estudos da Família e do Consumidor durante a divisão. Após essa divisão, a Universidade de Guelph começou a se reorganizar em sua forma atual, a partir do estabelecimento da Faculdade de Ciências Biológicas (CBS) em 1971. A Faculdade de Ciências Físicas se casaria com a Escola de Engenharia da OAC em 1989, criação da Faculdade de Engenharia e Ciências Físicas (CEPS). A Faculdade de Ciências Sociais e a Faculdade de Estudos da Família e do Consumidor foram unidas para criar a Faculdade de Ciências Humanas Sociais e Aplicadas (CSAHS) em 1998. Finalmente, a Faculdade de Administração e Economia (CME) seria estabelecida a partir da segregação dos cursos oferecidos. cursos e cursos de administração, administração e economia em 2006.
A universidade recebeu o nome da cidade. Guelph vem do italiano Guelfo e da Baviera-Germania Welf, também conhecida como Guelf. É uma referência ao monarca britânico reinante na época em que Guelph foi fundado, o rei George IV, cuja família era da Casa de Hannover, um ramo mais jovem da Casa de Welf era às vezes escrito como Gwelf.